# René Louis d’Argenson

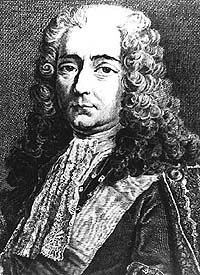
René-Louis d’Argenson

René-Louis de Voyer de Paulmy, marquis d’Argenson, (* 18. Oktober 1694 in Paris; † 26. Januar 1757 ebenda) war ein französischer Politiker, Diplomat und Literat.

## Leben
D’Argenson (wie er in der französischen Geschichtsschreibung in der Regel genannt wird) entstammte der adeligen Familie de Voyer d’Argenson, die ursprünglich aus der Touraine kam und der französischen Krone schon mehrere Generationen hindurch hohe Amtsträger gestellt hatte. So übte sein Vater Marc René d’Argenson bis 1720 das Amt des obersten Polizeichefs (lieutenant général de police) aus, sein gleichnamiger jüngerer Bruder ab 1721.
Nach Studien am Jesuitenkolleg Louis-le-Grand und an der Pariser juristischen Hochschule (wo er Klassen- und Studienkamerad von Voltaire war) amtierte D’Argenson von 1720 bis 1724 als Verwaltungschef (Intendant) der französischen Teile der Grafschaft Hennegau (Hainaut). Danach wurde er zum Mitglied des Staatsrats ernannt.
Im November 1744, mehrere Monate nach dem offiziellen Eintritt Frankreichs in das antihabsburgischen Bündnis und damit in den Österreichischen Erbfolgekrieg (1740–48), wurde er zum Außenminister berufen. Als solcher versuchte er, um Frankreich eine Schiedsrichterrolle in Europa zu verschaffen, Preußen, das seine Kriegsziele gegen Österreich 1742 erreicht hatte, in das Bündnis zurückzuholen und eine profranzösische Allianz der italienischen Staaten unter der Führung Piemonts zusammenzubringen.
1747 wurde er entlassen, unter anderem weil man ihm vorwarf, er habe den französischen Sieg über die englischen und niederländischen Truppen in der Schlacht bei Fontenoy (1745) diplomatisch nicht genutzt.
Er zog sich aus der Politik zurück, widmete sich historischen Studien und der Schriftstellerei und ließ sich zum Vorsitzenden der Académie des Inscriptions et Belles-Lettres wählen, deren Mitglied er seit 1733 war. Als Angehöriger des sogenannten Club de l’Entresol um den Aufklärer d’Holbach war er aufgrund seiner hohen Position und als persönlicher Freund Voltaires ein wichtiger Parteigänger der Pariser Aufklärungsphilosophen.

## Werke
Aus seinem Nachlass wurden herausgegeben Considérations sur le gouvernement ancien et présent de la France, eine für die Kenntnis der inneren Zustände im Frankreich der Zeit sehr wichtige Schrift und Les loisirs d’un ministre d’état.
Auch seine Memoiren sind für die Zeitgeschichte von Wert.